# Hub (Pakistán)
Hub (en urdu: حب‎) (también Hub Chowki) es una localidad de Pakistán, en la provincia de Baluchistán.

## Demografía
Según estimación 2010 contaba con 64836 habitantes.